# Frederick Stone
Frederick Stone (ur. 7 lutego 1820, zm. 17 października 1899) – amerykański polityk i prawnik związany z Partią Demokratyczną. 

## Życiorys
W latach 1867–1871 przez dwie kadencje Kongresu Stanów Zjednoczonych był przedstawicielem piątego okręgu wyborczego w stanie Maryland w Izbie Reprezentantów Stanów Zjednoczonych.
Jego dziadek, Michael Jenifer Stone, był przedstawicielem pierwszego okręgu wyborczego w stanie Maryland w Izbie Reprezentantów Stanów Zjednoczonych w latach 1789–1791 podczas pierwszej kadencji Kongresu Stanów Zjednoczonych.